# Narni
Narni est une commune de la province de Terni, dans la région Ombrie, en Italie.

## Histoire
L'ancien nom latin de la ville de Narni est Narnia, fondée en -299 et devenue municipium en -90. On ne sait pas avec certitude quand la ville de Narnia transforma son nom en Narni, mais cela se produisit probablement graduellement à partir du XIIIe siècle pour ensuite devenir opérationnelle après la Révolution française, même si jusqu'à la fin du XIXe siècle on trouve encore dans les inscriptions et les actes officiels l'ancien nom de Narnia. Narnia a donné le jour à des personnes illustres, parmi lesquelles l'empereur Cocceius Nerva, S.Cassio, le condottiere Erasmo le Gattamelata, Galeotto Marzio,  la Beata Lucia, Berardo Eroli et d'autres.
C'est le centre géographique de l'Italie.

## Culture

### Fêtes, évènements
- Course à l'anneau
- Narni International Festival
- Narni Black Festival

### Monuments
- Dôme
- Église de S. Maria en Pensole
- la Rocca
- le pont romain
- Abbayes bénédictines
- Palais Communal

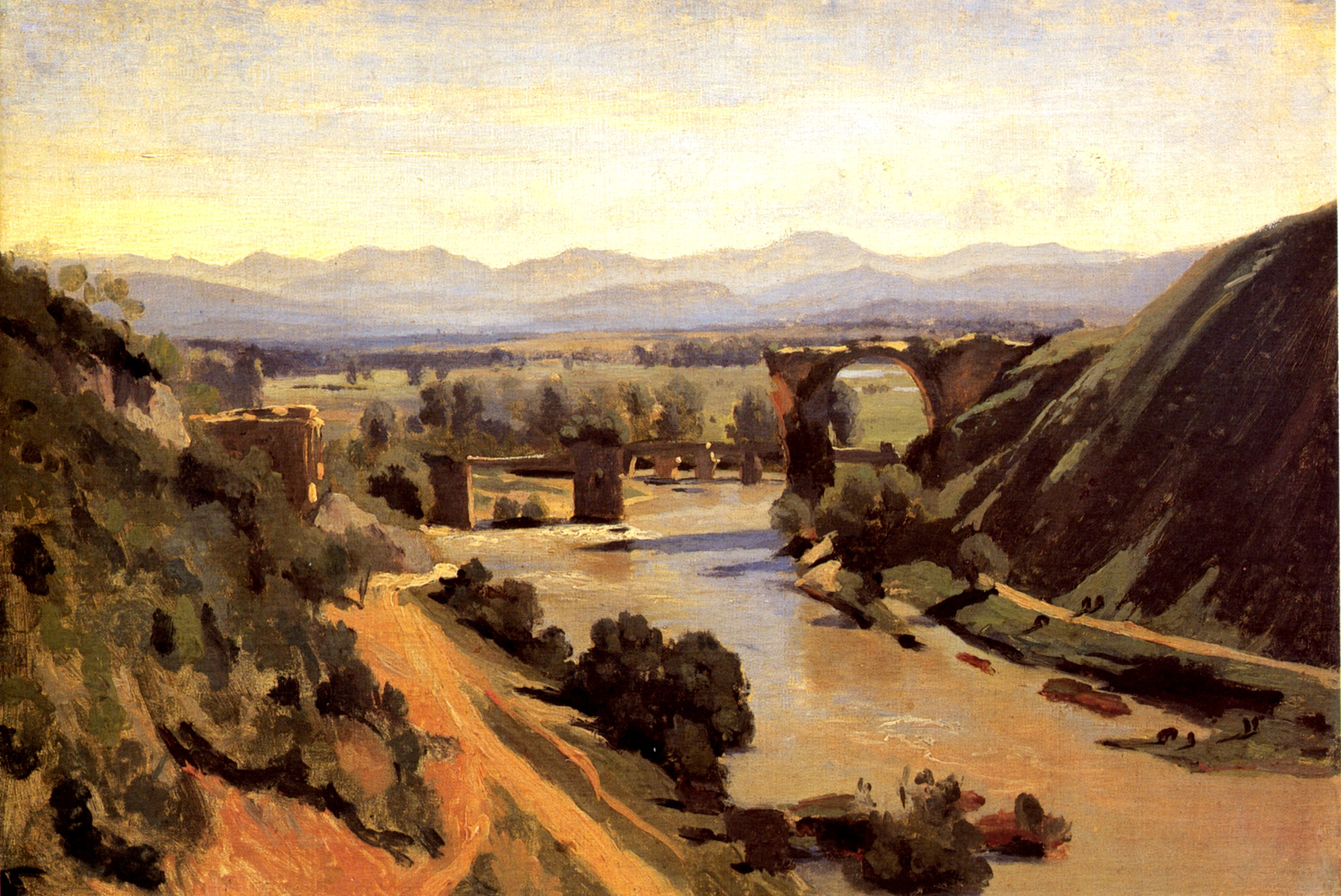
Le Pont de Narni
Camille Corot, 1826
Musée du Louvre

- Église romane de Sainte Pudenziana (un peu hors de Narni)
- l'aqueduc de la Formina
- Souterrains de San Domenico

### Musées
- Museo Eroli

### Personnalités

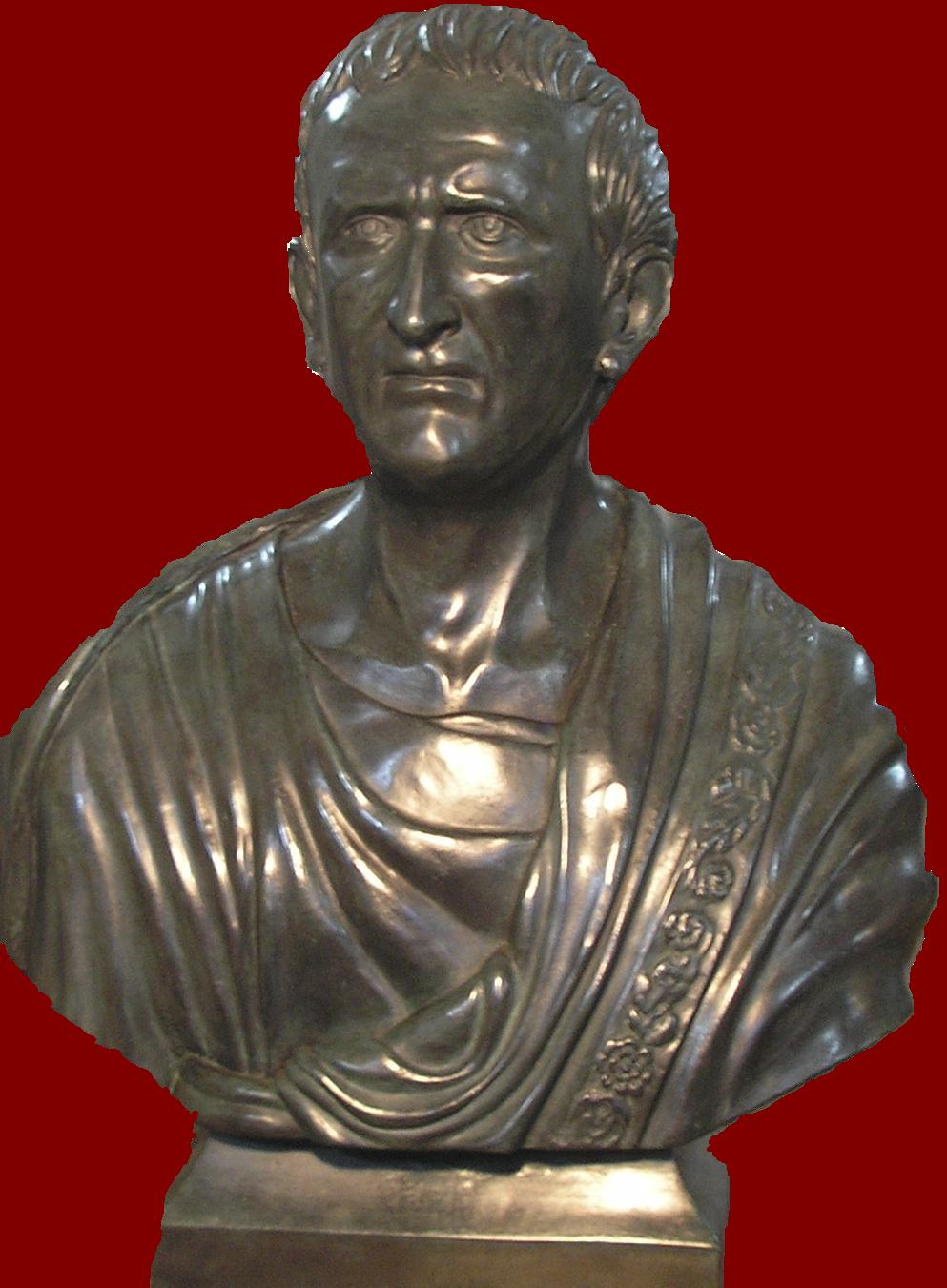
Buste de Nerva, Narni, Italie.

- Proculus ou Saint Procule, évêque de Narnia et martyr († vers 542).
- Cocceius Nerva.
- Erasmo da Narni, dit le Gattamelata.
- Galeotto Marzio (v. 1425-v. 1495), humaniste.
- Berardo Eroli, cardinal.

### Dans la culture
Narnia, le monde imaginaire dans lequel se déroulent les romans de fantasy de l'écrivain irlandais C. S. Lewis (Le Monde de Narnia) tire directement son nom de l'ancienne dénomination de la ville de Narni.

## Administration

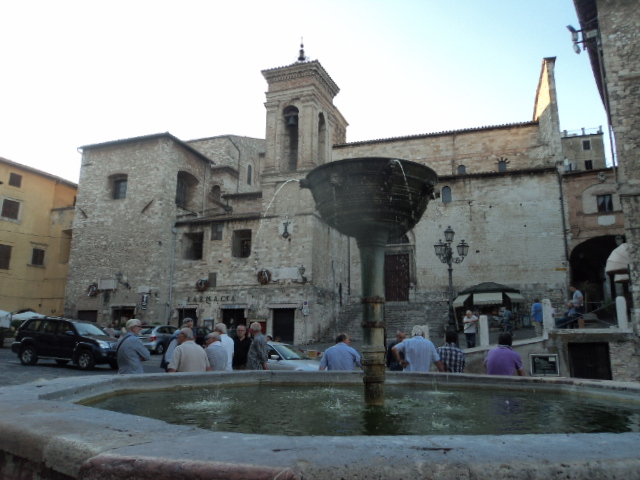
Place Garibaldi.

| Période                                  | Période     | Identité         | Étiquette       | Qualité |
| ---------------------------------------- | ----------- | ---------------- | --------------- | ------- |
| 26 mai 2002                              | 29 mai 2007 | Stefano Bigaroni | Centro-Sinistra |         |
| 29 mai 2007                              | En cours    | Stefano Bigaroni | Centro-Sinistra |         |
| Les données manquantes sont à compléter. |             |                  |                 |         |

### Hameaux
Narni comprend des hameaux : Narni Scalo, Borgaria, Capitone, Guadamello, Gualdo, Itieli, La Cerqua, Montoro, San Faustino, San Liberato, Sant'Urbano, San Vito, Schifanoia, Taizzano, Vigne.

### Communes limitrophes
Amelia, Calvi dell'Umbria, Montecastrilli, Orte (VT), Otricoli, San Gemini, Stroncone, Terni

### Évolution démographique
Habitants recensés